# Voilà (utwór Barbary Pravi)
Voilà – singel francuskiej piosenkarki Barbary Pravi z albumu On n’enferme pas les oiseaux, wydany 6 listopada 2020. Piosenkę skomponowali Barbara Pravi, Igit i Lili Poe.
W styczniu 2021 roku utwór zwyciężył francuskie selekcje do 65. Konkursu Piosenki Eurowizji, Eurovision France, c'est vous qui décidez!, dzięki czemu reprezentował kraj w konkursie. Ponieważ Francja jest członkiem „Wielkiej Piątki”, piosenka automatycznie awansowała do finału, który odbył się 22 maja 2021 w Rotterdam Ahoy w Rotterdamie w Holandii. W finale piosenka zajęła drugie miejsce z 499 punktami, co jest najlepszym wynikiem Francji w konkursie od 1991 roku.